# Рікі Мартін
Енр́іке М́артін Мор́алес (ісп. Enrique Martín Morales), відоміший як Р́ікі Ма́ртін (англ. Ricky Martin) — пуерториканський співак, один із найпопулярніших латиноамериканських артистів, який неодноразово був нагороджений такими преміями, як Греммі. Кар'єру почав як соліст в латиноамериканському гурті «Менудо», а у 1991 році розпочав сольну кар'єру. Рікі видав 8 студійних альбомів, загальний тираж яких становить приблизно 70 мільйонів екземплярів по всьому світу. Також недавно Рікі заснував «Фонд Рікі Мартіна» (ісп. Fundaciòn Ricky Martin), який займається некомерційною благодійністю. У січні 2018-го одружився з Джваном Йосефом.

3 березня 1998 року записав пісню The Cup of Life (відома також як «La Copa de la Vida»).
«The Cup of Life» став офіційним гімном Чемпіонату світу з футболу 1998, який відбувся з 10 червня по 12 липня у Франції .

## Молоді роки
Рікі Мартін народився 24 грудня 1971 році в місті Сан-Хуан (Пуерто-Рико) в родині психолога Енріке Мартіна Негроні та бухгалтерки Нерейди Моралес. Батьки розлучились, коли Мартіну було 2 роки. У нього є 5 зведених братів та сестер, з якими він підтримує стосунки. Зі сторони матері двоє братів: Фернандо Фернандес і Анхель Ферндандес. Зі сторони батька: брати Ерік Мартін та Даніель Мартін, сестра Ванеса Мартін.
Він виріс у римо-католицькій сім'ї і з дитинства був у церкві прислужником священника (міністрантом).
Приблизно в цей же час, з 6 років, він почав співати. Коли Рікі Мартіну було 9 років, його батько побачив оголошення про кастинг на роль у рекламі в місцевій газеті й відвів сина на проби. Кастинг було пройдено успішно, і протягом наступних 1.5 років маленький Енріке зіграв у 11 рекламних роликах різних компаній, від реклами зубної пасти і безалкогольних напоїв до реклами мережі ресторанів.

## Цікаві факти біографії
1. Рікі Мартін має іспанське коріння від бабусі по материній лінії (бабуся приїхала в Пуерто-Рико з Іспанії) і корсиканське коріння від бабусі по лінії батька[9]. Завдяки іспанському корінню у 2011 році він отримав іспанське громадянство. Він зробив це, щоб одружитись зі своїм партнером Карлосом Гонсалесом, з яким на той час був у стосунках. Одруження саме в Іспанії було символом підтримки тогочасного іспанського уряду, який запроваджував закони для захисту прав ЛГБТ спільноти.[10]
2. Співак зробив камінг-аут і розповів про свою гомосексуальність 29 березня 2010 року, опублікувавши лист на своєму сайті.[11][12] Проте, пізніше він висловився, що проти ярликів. І хоч в романтичних стосунках він зацікавлений з чоловіками, проте має сексуальний потяг і до жінок.[13] Своїм камінг-аутом він також вплинув на музичну латино-американську галузь, адже фактично дав поштовх ряду інших зірок також зізнатись або від початку кар'єри не приховувавати свою сексуальну ідентичність.[14]
3. У 2013 Рікі Мартін став вегетаріанцем.[15][16]
4. Рікі Мартін став одним з найбільш популярних латино-американських співаків усіх часів.[17]
5. Співак отримав понад 200 нагород. В тому числі 2 Ґреммі[18], 5 Латиноамериканських Ґреммі, 8 премій World Music Awards, 5 нагород від MTV Video Music Award.
6. Автобіографія Рікі Мартіна «Me», яка була опубліковано 2 листопада 2010 року, увійшла в Список бестселерів «Нью-Йорк таймс».[19]
7. Співак активно займається благодійністю. З 2003 року він посол доброї волі ЮНІСЕФ і займається питаннями протидії торгівлі дітьми.[20]. Після того, як почалась пандемія коронавірусної хвороби 2019 співак заснував фонд «Проект Надія». Мета проекту — допомога медичним працівникам засобами індивідуального захисту, які повинні захищати їх від інфекції під час лікування пацієнтів із коронавірусом.[21]
8. Рікі Мартін є активним учасником ЛГБТ+ спільноти та підтримує різноманітні кампанії із захисту їхніх прав.[22][23] У кліпах співвака представлені різні сексуальні орієнтації головних героїв кліпів. Зокрема, у таких кліпах: «Lo Mejor de Mi Vida Eres Tú», «Disparo al Corazón»,[24] «Fiebre»,[25] and «Tiburones».[26]
9. Рікі Мартін має 4 дітей. Двох близнюків Матео і Валентина народила сурогатна матір у 2008 році.[27] Ще двоє дітей народилось вже у шлюбі з Джваном Йосефом — у грудні 2018 донька Люсія Мартін-Йосеф[28] і у жовтні 2019 син Ренн.[29]
10. У 1996 році співак виступав на Бродвеї в мюзиклі «Знедолені» (музична театральна постановка за романом Знедолені, Віктора Гюґо). Рікі Мартін грав одну з головних ролей — Маріуса Понмерсі.[30]